# فنيتق
فنيتق قرية سورية في ناحية القدموس في منطقة بانياس التابعة لمحافظة طرطوس.